# Howard Schoenfield
Howard David Schoenfield, né le 15 novembre 1957 à Fort Hood au Texas et mort le 8 juillet 2020 à South Beach, est un joueur de tennis américain. Il a remporté le tournoi junior de l'US Open en 1975.

## Biographie
Considéré comme un des meilleurs juniors de sa génération avec John McEnroe, il voit sa courte carrière grandement perturbée par des problèmes mentaux de paranoïa schizophrénique,.
Il grandit à Rochester dans le Minnesota avec ses parents Leslie et Nancy et ses deux frères Mark né en 1959 et Steve né en 1961. Il a peu d'amis et est plutôt réservé, il a du mal à parler en public et se sent en insécurité permanente, il se réfugie alors dans le tennis pour dompter ses peurs et aussi pour gagner le respect des autres par autre chose que sa propre personne. Son entraineur est Marvin E. Hanenberger Tant et si bien qu'il finit par être repéré par le champion de tennis Jack Kramer à Los Angeles. La famille décide de partir là-bas pour lancer sa carrière prometteuse et s'installe dans le quartier huppé de Beverly Hills, Leslie Schoenfield son père est un médecin réputé de la Mayo Clinic de Rochester trouve un nouvel emploi au Cedars-Sinai Medical Center. Il commence à fumer de la marijuana jusqu'à 4 fois par jour, pour calmer ses angoisses et évacuer la pression dû à la compétition dans le tennis. Sa mère Nancy Schoenfield au passé dépressif ne supporte pas sa nouvelle vie en Californie depuis trois ans, elle achète une arme et, garée sur un parking, met fin à ses jours d'une balle dans la tête. Il a 13 ans est dévasté mais parvient à s'en remettre et gagne quasiment tous les tournois où il joue. Il gagne huit titres nationaux en junior. Seul John McEnroe fait aussi bien à cette époque. Il devient logiquement no 1 junior, devant John McEnroe.
En 1975, il remporte le titre national de la catégorie moins de 18 ans puis quelques semaines après il passe plusieurs mois en hôpital psychiatrique. À sa sortie courant 1976 il dit a son coach Paul Cohen qu'il veut défendre son titre national, les organisateurs du tournoi doivent au dernier moment demander a un autre joueur de ne pas venir, il s’entraîne alors cinq jours intensivement et parvient à atteindre la demi-finale. Il est par la suite sponsorisé pour deux saisons sur le circuit 1977 et 1978. Fin 1977, il part en tournée en Europe et joue trois tournois en Espagne et un en Suisse.
En 1980, il remporte le tournoi de Tulsa puis gagne son premier tour à Los Angeles qui sera sa dernière victoire sur le circuit puisqu'il enchainera ensuite 11 défaites au premier tour. Il retourne en Europe pour jouer deux tournois au Royaume-Uni dont Wimbledon. Les scores des premiers tours de ces trois derniers tournois sont éloquents (0-6, 0-6) (3-6, 0-3 abandon) (0-4 abandon). Il arrête en août 1980 et se retrouve de nouveau en hôpital psychiatrique à 22 ans et demi. Il reprend les deux premiers mois de 1981 dans une tournée sud américaine à Sao Paulo au Brésil puis à Viña del Mar au Chili il perd au premier tour sur les scores de (0-6, 0-6) (0-6, 1-4 abandon) puis sa carrière s'arrête pour de bon cette fois à 23 ans et 2 mois. Il est interné depuis.
Yannick Noah le qualifie de joueur le plus fou, il raconte avoir vu Schoenfield s’entraîner à blanc et aussi de s'être fait disqualifier pour avoir balancé toutes les balles dehors lors d'un échauffement.
Il a rencontré sur le circuit des joueurs comme Björn Borg (2 fois), Rod Laver, Vitas Gerulaitis, Manuel Orantes, Stan Smith.

## Palmarès
- Vainqueur de l'US Open Junior 1975

### Titre en simple (1)
| No | Date       | Nom et lieu du tournoi            | Catégorie | Dotation | Surface | Finaliste   | Score         |  |
| -- | ---------- | --------------------------------- | --------- | -------- | ------- | ----------- | ------------- |  |
| 1  | 07-04-1980 | Tournoi de tennis de Tulsa, Tulsa |           | NC $     | NC      | Trey Waltke | 5-7, 6-1, 6-0 |  |